# Samuel Romilly

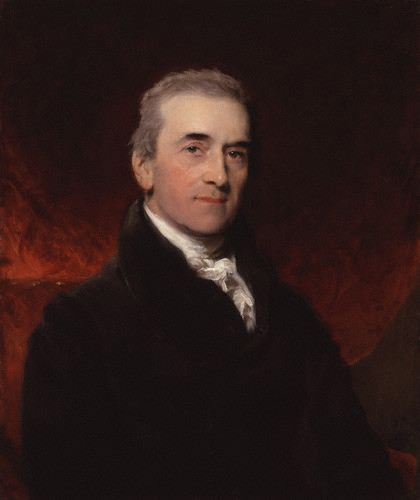
Porträt von Sir Samuel Romilly (1757–1818). Ölgemälde von Sir Thomas Lawrence

Samuel Romilly (* 1. März 1757 in London (Soho); † 2. November 1818 ebenda) war ein britischer Anwalt und Politiker. Er sympathisierte mit den Ideen der französischen Aufklärung um Denis Diderot und Paul Henri Thiry d’Holbach.

## Leben und Wirken
Romilly wurde in der Frith Street, in Soho als zweiter Sohn des Peter Romilly (um 1711–1784), einem Uhrmacher und Juwelier und dessen Ehefrau Margaret Romilly, einer geborenen Garnault (um 1715–1796) geboren. Beide stammten aus hugenottischen Familien. Samuel Romilly hatte noch einen Bruder Thomas Peter Romilly und eine Schwester die spätere Catherine Roget. Sein Großvater, Stephen Romilly (um 1678–1733), war aus Montpellier nach der Aufhebung des Edikt von Nantes (18. Oktober 1685) nach England geflohen. Er war mit Judith Romilly, einer geborenen de Monsallier verheiratet.
Samuel Romilly arbeitete eine gewisse Zeit in dem Handwerksbetrieb und dem Geschäft seines Vaters und erhielt Unterricht durch einen Privatlehrer, preceptor. Ferner wurde er intensiv mit der französischen Sprache vertraut gemacht und erhielt eine fundierte humanistische Bildung. Nachdem er im Anwaltsbüro von William Michael Lally verbrachte und mitarbeitete, wurde er am 5. Mai 1778 ein Mitglied des Gray’s Inn. Er erhielt am 2. Juni 1783 die Zulassung als Anwalt vor Gericht.
Doch zuvor im Jahre 1781 trat er eine Reise nach Genf an, dort machte er die Bekanntschaft und gründete eine lebenslange Freundschaft zu dem Genfer Publizisten Pierre Étienne Louis Dumont (1759–1829), einem Freund von Honoré Gabriel de Riqueti, comte de Mirabeau. Aber auch Paris besuchte er und traf mit Denis Diderot, D’Alembert und auch Paul Henri Thiry d’Holbach zusammen, zu dessen Coterie er ging.
Eine besondere Bedeutung für den Meinungsaustausch in Holbachs Umfeld hatte die Coterie holbachique („Holbach’sche Clique“). Das Wort bezeichnete eine Gruppe von Personen, die der Aufklärung nahe standen und die sich während der zweiten Hälfte des 18. Jahrhunderts regelmäßig, donnerstags und sonntags, über mehrere Jahrzehnte hinweg, zu Abendessen bei Holbach trafen, um diverse Themen frei zu diskutieren.
Romilly war ein ausgesprochener Gegner des Sklavenhandels. Es war Granville Sharp der zusammen mit Thomas Clarkson im Jahr 1787 beschloss, die Gesellschaft zur Abschaffung der Sklaverei, Society for the Abolition of the Slave Trade zu gründen. Romilly war ein entschiedener Unterstützer dieser Organisation.
Romilly war seit dem Jahre 1798 mit Anne Garbett, der Tochter des Francis Garbett, (Herefordshire) verheiratet. Das Paar hatte zwei Söhne Sir John Romilly (1802–1874), einem späteren Anwalt und Politiker, welcher im Jahre 1866 in den Adelsstand als Baron Romilly erhoben wurde in 1866, und Frederick Romilly (1810–1887), ebenfalls ein Politiker.
Im Jahre 1806 wurde Romilly Mitglied des House of Commons als Members of Parliament, MP für Queenborough.
Am 29. Oktober 1818 starb seine Frau Anne Romilly auf der Isle of Wight. In seiner tiefen Trauer und Verzweiflung verübte er Suizid und starb in seinem Haus in der Russell Square, in London am 2. November 1818. Sein Neffe Peter Mark Roget stand dem Sterbenden bei und schrieb dessen letzte Wort auf: My dear, I wish ... vermutlich über seine verstorbene Frau. Er wurde in der Nähe von Presteigne, in Radnorshire in Wales in einem Familiengrab bestattet.

## Werke (Auswahl)
- Thoughts on Executive Justice. (1786)
- Memoirs of the life of Samuel Romilly. (1840)

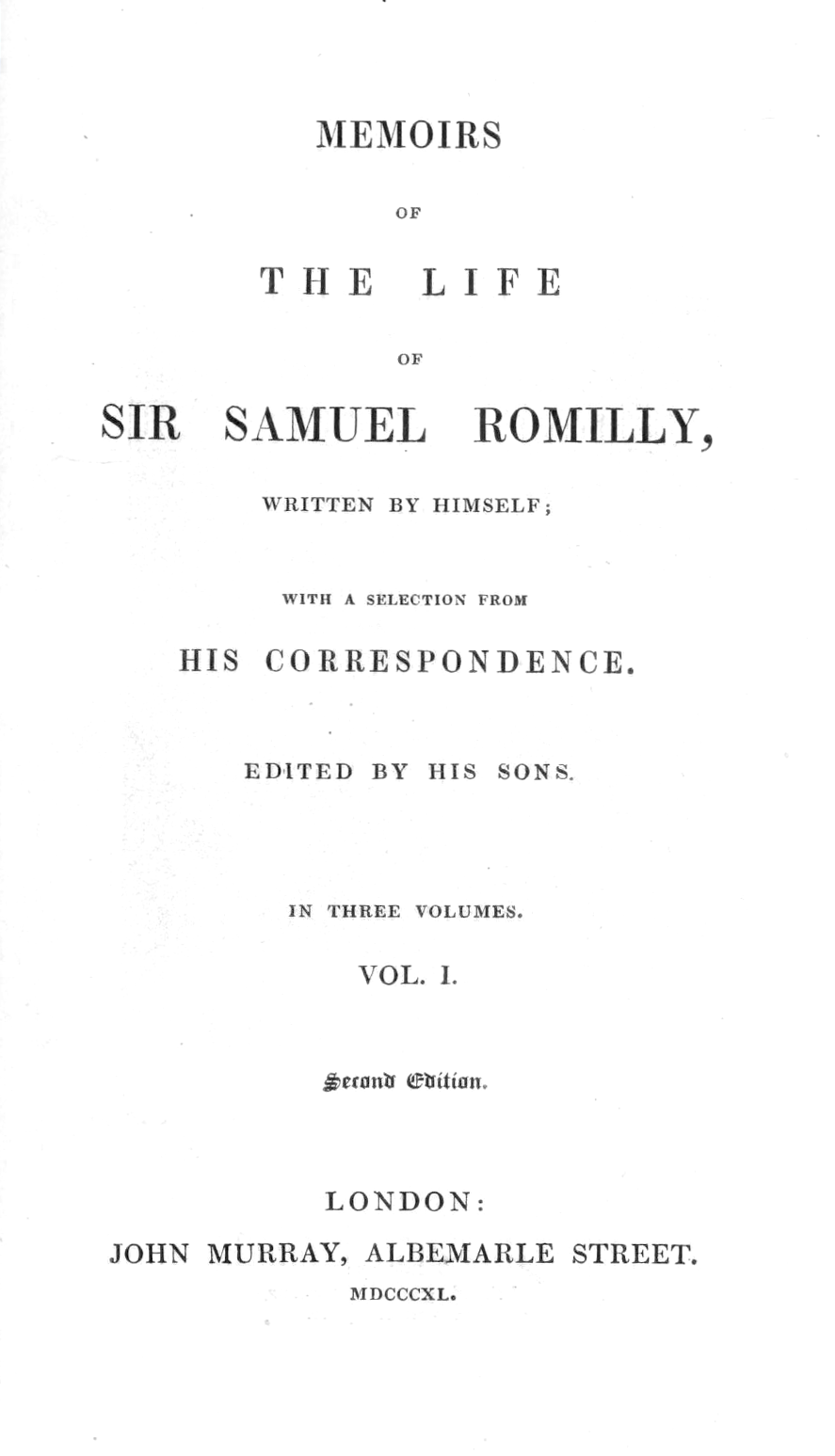
Titelseite aus den Memoirs of the life of Samuel Romilly (1840)